# Ari Telch
Ari Telch Benforado (Ciudad de México, 7 de mayo de 1962) es un actor de cine y televisión mexicano. Es conocido por su papel protagónico en Mirada de mujer y en Imperio de cristal (junto con Rebecca Jones) y su papel de Llamita en Pasión morena.

## Vida personal
Telch tiene una hija de su primer matrimonio con la actriz Ninel Conde, cuyo nombre es Sofía (nacida el mismo día que Ari). Antes de casarse con ella, había salido con Kate del Castillo y Lorena Rojas.
En 2001 se casó con la modelo brasileña Marcia Da Cruz, con quien también tiene una hija (Paulina). Es medio hermano del científico mexicano Jacobo Grinberg.

## Biografía

### Comienzos
Ari Telch Benforado nació en una familia judía y comenzó su carrera con el papel de un niño judío en El violinista en el tejado, con Manolo Fábregas. Su siguiente obra fue Yankee en 1983, producido por Sabina Berman, también de origen judío. Telch estaba estudiando para ser dentista junto con sus 2 mejores amigos (David Ornelas, padre de Carolina y Saúl Ornelas, y Oynik Carlos), pero abandonó sus estudios para ser actor. En Barnum (1986), obra sobre uno de los fundadores del circo Barnum & Bailey, montaba un monociclo de dos metros de altura. En 1988 obtuvo un papel en El interés social, una obra escrita por Luis Eduardo Reyes, quien obtuvo el Premio Nacional de Teatro para la historia. Un año después actuó en Loco amor (Fool for Love de Sam Shepard), con Angélica Aragón.

## Carrera

### Comienzos con Televisa
En 1988 participó en su primera telenovela, Dos vidas, en Televisa.
En 1988-89 hizo Flor y canela, representó Vamos a contar mentiras con Silvia Pinal y apareció en Querida, aquí espantan, de Joaquín Bissner.
Al año siguiente se unió al elenco de Muchachitas, con un papel que le daría fama y el reconocimiento ganar un premio al mejor actor por la revista Eres. Al año siguiente obtuvo el papel protagónico en la versión teatral de La tarea en la que apareció totalmente desnudo con María Rojo, la co-estrella de la película. Ese mismo año participó en El contrabajo de Patrick Süskind, con adaptación y música de Nathan Grinberg. De esta obra hizo 2.500 representaciones en México, Estados Unidos y Costa Rica. En 1993 participó en la comedia Una pareja con ángel, con Eduardo Palomo, que llegó a las 200 representaciones con todas las entradas vendidas en el teatro Xola de la Ciudad de México. En el mismo año también apareció en la película Novia que te vea.
Al año siguiente regresó a Televisa con Imperio de cristal, compartiendo cartel con María Rubio y la pareja en la vida real formada por Rebecca Jones y Alejandro Camacho. En 1995 apareció en Cuatro equis, una obra de teatro para la que escribió la idea original. La obra llegó a las 800 presentaciones y le dio otro premio al mejor actor por la ACPT y El Heraldo de México.
En 1996 participó en La antorcha encendida, que fue su última telenovela con Televisa.

### Actividad posterior
En 1997 comenzó su producción en la empresa Producciones Telch, cuyos miembros son: Ari Telch, actor / director, Verónica Telch, productor ejecutivo, Nathan Grinberg, director de teatro, José Manuel Bernal, relaciones públicas, Juan Cristiana Ortega, productor de televisión, Norberto García, director técnico, Luis Eduardo Reyes, servicios de consultaría, y Mauricio Pichardo, escritor. Desde entonces Telch Producciones ha producido varias obras de teatro en México.
Ese mismo año la telenovela del productor Epigmenio Ibarra Mirada de mujer, que compartía con Angélica Aragón, hizo de él una estrella en TV Azteca. Su éxito en México, España, Brasil, El Salvador, Venezuela, Puerto Rico y Estados Unidos hizo que Telch y Aragón aparecieran en la revista Time.
En 1999 la sede de TV Azteca acogió la gala Chiquitos pero picosos con, entre otros invitados, el  próximo Presidente de México Vicente Fox. Con su compañía de producción y en colaboración con Argos Comunicación, presentó el sit-com Amor a las carreras.
En 2001 también presentó la comedia stand-up El hermano incómodo, coprotagonizada con Leny Zundel.
En 2003, su compañía de producción presentados Contratiempo en el escenario en el que co-protagonizó junto a Roxana Castellanos. Ese mismo año regresó a la televisión con Mirada de mujer, el regreso, mientras llevaba de gira por el país Contratiempo con más de 500 presentaciones.
En 2005 fue parte del elenco de la telenovela La otra mitad del sol, al mismo tiempo que proseguía su gira con Contratiempo.
A partir de 2010 Ari Telch forma parte del elenco de la telenovela Pasión morena, y además regresó al teatro con El contrabajo de Patrick Süskind, dirigida por su hermano Nathan Grinberg. Telch celebra su 25 aniversario como actor.
En 2016 tras 20 años en TV Azteca regresa a Televisa para interpretar a Ignacio Manjarrez, en la telenovela La candidata.

## Trayectoria

### Telenovelas
- La candidata (2016-2017) - Ignacio Manjarrez
- Prohibido amar (2013) - Salomón Aguilera
- Bajo el alma (2011) - Mario Quiroz
- Pasión morena (2009-2010) - Llamita / Flavio Sirenio
- Mientras haya vida  (2007) - Ignacio
- La otra mitad del sol  (2005) - Patricio Camacho
- Mirada de mujer: El regreso (2003-2004) - Alejandro Salas
- El amor de mi vida (1998-1999) - Jorge
- Mirada de mujer (1997-1998) - Alejandro Salas
- La antorcha encendida (1996) - Luis de Foncerrada †
- Imperio de cristal (1994-1995) - Julio Lombardo
- María Mercedes (1992-1993) - Carlos Urbina
- Muchachitas (1991-1992) - Joaquín Barbosa
- La fuerza del amor (1990-1991) - Marcos
- Flor y canela (1988-1989) - Tomás García
- Dos vidas (1988) - Osvaldo "Vado" Palas
- Rosa salvaje (1987-1988) - Jorge Andueza
- Cicatrices del alma (1986-1987) - Samuel
- Marionetas (1986) - Estudiante de Universidad[2]

### Películas
- Demasiado amor (2002) - Carlos
- El método (1999) - Hombre-Conejo
- Novia que te vea (1994) - Jacobo
- Encuentro inesperado (1993)
- Moon Spell (corto, 1987)

### Series de televisión
- La bella y las bestias (2018) - Armando Quintero
- Hoy voy a cambiar (2017) - Sergio Gómez
- Amor a las carreras (1999) -  Ricardo
- Chiquitos pero picosos (1999) - Animador
- La hora marcada (1986) - varios personajes
- Cachún cachún ra ra! (1986) - David

## Premios y nominaciones

### Premios TVyNovelas
| Año  | Categoría                  | Telenovela         | Resultado |
| ---- | -------------------------- | ------------------ | --------- |
| 2017 | Mejor actor de reparto     | La candidata       | Nominado  |
| 1998 | Mejor actor protagónico    | Mirada de mujer    | Nominado  |
| 1995 | Mejor actor protagónico    | Imperio de cristal | Nominado  |
| 1992 | Mejor actor coestelar      | Muchachitas        | Nominado  |
| 1991 | Mejor actor joven          | La fuerza del amor | Nominado  |
| 1989 | Mejor revelación masculina | Dos vidas          | Ganador   |

### Premios Eres
| Año  | Categoría              | Telenovela  | Resultado |
| ---- | ---------------------- | ----------- | --------- |
| 1991 | Mejor actor            | Muchachitas | Ganador   |
| 1989 | Mejor actor revelación | Dos vidas   | Ganador   |

### Premios El Heraldo de México
| Año  | Categoría             | Telenovela   | Resultado |
| ---- | --------------------- | ------------ | --------- |
| 1995 | Mejor actor de teatro | Cuatro Equis | Ganador   |

### Otros
- Asociación Mexicana de Críticos de Teatro A.C. (AMCT)
  - Mejor actor en El contrabajo (1994)
- Agrupación de Críticos y Periodistas de Teatro (ACPT)
  - Mejor actor en Contratiempo (2003)
  - Mejor actor en Cuatro Equis (1995)
  - Mejor actor en El contrabajo (1993)
- Gobierno de Puerto Rico
  - Premio especial por Mirada de mujer